# Labropsis australis
Labropsis australis es una especie de peces de la familia Labridae en el orden de los Perciformes.

## Morfología
Los machos pueden llegar alcanzar los 10,5 cm de longitud total.

## Distribución geográfica
Se encuentran en las Islas Salomón, Samoa, Vanuatu, Fiyi, Nueva Caledonia, Tonga y la Gran Barrera de Coral.